# شانون ووكر (لاعب دوري الرغبي)
شانون ووكر (بالإنجليزية: Shannon Walker)‏ هو لاعب دوري الرغبي أسترالي، ولد في 25 نوفمبر 1988 في Kyogle ‏ في أستراليا.